# Diego de Escobar y Osorio
Diego de Escobar y Osorio fue Gobernador del Paraguay, nombrado por la autoridad real el 2 de mayo de 1645, pero ejerciéndolo plenamente desde 1647 a 1649.

## Biografía
Durante su gobierno admitió el retorno del obispo Bernardino de Cárdenas. Escobar murió en 1649, se presume que envenenado.